# Tyrus Wong
Tyrus Wong (ur. jako Wong Gen Yeo; chiń. upr. 黄齐耀; chiń. trad. 黃齊耀; pinyin Huáng Qíyào; 25 października 1910, zm. 30 grudnia 2016) – amerykański artysta chińskiego pochodzenia, pracujący m.in. w wytwórni Walta Disneya (1938-1941) i Warner Bros (1941-1968). Najbardziej znany jako współtwórca filmu Bambi Walta Disneya. Wong nie tylko stworzył ten film od strony artystycznej, już jego wcześniejsze dzieła malarskiego były inspiracją dla Walta Disneya do powstania tej animacji.

## Życiorys
Urodzony jako Wong Gen Yeo w 1910 r. w południowo-zachodnich Chinach. Już jako dziecko przejawiał talent artystyczny, który rozwijał pod wpływem ojca. W wieku 10 lat wyemigrował wraz z ojcem do USA, przed wyjazdem był więziony. Ukończył studia jako grafik, od 1938 r. pracował w wytwórni Walta Disneya. Zaczynał jako szeregowy rysownik, ale zwrócił na siebie uwagę Disneya dzięki swoim szkicom do filmu Bambi.
Po przejściu na emeryturę tworzył bambusowe latawce. Zmarł 30 grudnia 2016 roku.